# Hans Androschin
Hans Androschin (* 16. März 1892 in Wien als Johann Androschin; † 18. Mai 1976 ebenda) war ein österreichischer Kameramann.

## Leben

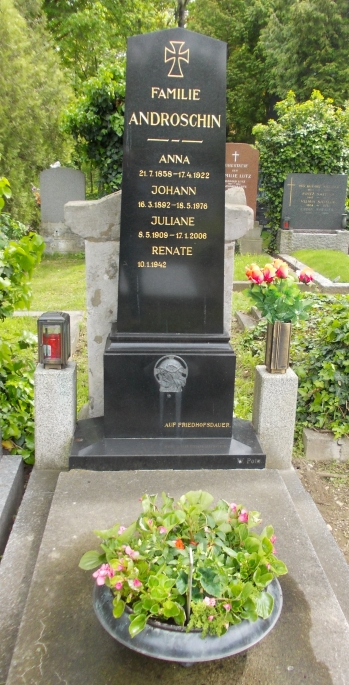
Grabstätte von Hans Androschin

Er stieß 1909 im Alter von 17 Jahren zum Film als einfacher Aufnahmeoperateur. Im Ersten Weltkrieg leistete er seinen Militärdienst, danach ging er als Kameramann ins Ausland. Er kehrte nach Wien zurück und wurde 1920 Chefkameramann. Er war vielfach beschäftigt, drehte aber kaum filmgeschichtlich bedeutende Werke. Unter den Ausnahmen finden sich jedoch Klassiker wie der frühe Horrorfilm Orlac’s Hände (1924), der pompöse Operettenfilm Der Rosenkavalier (1926), Café Elektric (1927) mit der neu entdeckten Marlene Dietrich und Willi Forst sowie der damalige Skandalfilm Ekstase (1933) mit Hedy Lamarr.
1928 zog er nach Polen, wo er als Hans Andruszin in Warschauer und Bromberger Studios tätig war. Mit Anbruch der Tonfilmära drehte er vermehrt für Dokumentarfilme. Mit dem Anschluss Österreichs an Deutschland wurde er 1938 Tonmeister bei der Heeresdienststelle der deutschen Wehrmacht. Nach Kriegsende arbeitete er weiter als Kameramann für kurze und lange Dokumentarfilme, etwa Verträumtes Niederösterreich (1952).
Er wurde auf dem Wiener Zentralfriedhof (Gruppe 56A, Reihe 7, Nummer 4) beerdigt.

## Filmografie
- 1920: Zwischen 12 und 1
- 1921: Brennendes Land
- 1921: Gevatter Tod
- 1921: Das Weib des Irren
- 1922: William Ratcliff
- 1923: Pflicht und Ehre
- 1924: Orlac’s Hände
- 1924: Pension Groonen
- 1926: Der Leibgardist (Der Gardeoffizier)
- 1926: Der Rosenkavalier
- 1926: Die Königin vom Moulin Rouge
- 1927: Die Beichte des Feldkuraten
- 1927: Café Elektric
- 1928: Kaiserjäger
- 1928: Die Lamplgasse
- 1928: Glück bei Frauen
- 1928: Andere Frauen
- 1928: Das Schicksal derer von Habsburg
- 1932: Scampolo, ein Kind der Straße
- 1933: Madame wünscht keine Kinder
- 1933: Ekstase
- 1948: Arlberg-Express
- 1952: Verträumtes Niederösterreich